# Tashiro Kan’ichirō
Tashiro Kan'ichirō (japanisch 田代 皖一郎, * 1. Oktober 1881 im heutigen Taku, Saga (damals Nagasaki); † 16. Juli 1937 in Tianjin, China) war ein japanischer Offizier und Generalleutnant der Kaiserlich Japanischen Armee (englisch IJA) zu Beginn des Zweiten Japanisch-Chinesischen Krieges.

## Leben
Tashiro stammte aus der Präfektur Saga und schloss 1903 die 15. Klasse der Kaiserlich Japanischen Heeresakademie und 1913 die 25. Klasse des Heeresstabs ab. Er gehörte zum Stab der japanischen Delegation bei der Washingtoner Abrüstungskonferenz im Jahr 1921. Nach seiner Rückkehr nach Japan bekleidete er mehrere Verwaltungspositionen im Generalstabsbüro der Kaiserlichen Armee. Unter anderem war er von 1923 bis 1924 in Hankou, China, stationiert. 1924 wurde er zum Oberst der Infanterie befördert und erhielt das Kommando über das 30. Infanterieregiment der IJA. Tashiro wurde 1926 Vizechef der 5. Abteilung (Asiatischer Geheimdienst), 2. Büro im Generalstab, und galt als Chinaexperte. 1930 wurde er zum Generalmajor befördert und erhielt das Kommando über die 27. Infanteriebrigade der IJA. 1932 wurde er zum Stabschef der Shanghai-Expeditionsarmee befördert. Während des ersten Shanghai-Zwischenfalls wurde sein Kommandant, General Shirakawa Yoshinori, ermordet und er diente als Interimskommandeur der Shanghai-Expeditionsarmee, trat jedoch aus gesundheitlichen Gründen zurück. Von 1933 bis 1934 wurde er zum Kommandeur der Kempeitai innerhalb der Kwantung-Armee in Mandschukuo ernannt und 1934 zum Generalleutnant befördert. Anschließend diente er von 1934 bis 1935 als Oberbefehlshaber der Armee.  Von 1935 bis 1936 kehrte er als Kommandeur der 11. Division der IJA ins Feld zurück. Von Mai 1936 bis Juli 1937 war er Kommandeur der japanischen Garnisonsarmee in China und war damit der führende japanische Offizier zum Zeitpunkt des Zwischenfalls an der Marco-Polo-Brücke vom 7. bis 9. Juli. Tashiro wurde gleichzeitig wegen einer Herzerkrankung ins Krankenhaus eingeliefert und starb nur eine Woche später, am 16. Juli 1937, in Tianjin.

## Auszeichnungen
- 1934 – Orden des Heiligen Schatzes, 2. Klasse
- 1937 – Grand Cordon des Ordens des Heiligen Schatzes